# بریسبون اسکای‌تاور
بریسبون اسکای‌تاور (انگلیسی: Brisbane Skytower) ساختمان مسکونی ۹۰ طبقه مستقر در شهر بریزبن، استرالیا است، که در سال ۲۰۱۹ احداث گردید.